# Bad Doberan (huyện)
Bad Doberan là một huyện cũ ở Mecklenburg-Vorpommern, Đức. Huyện này giáp (từ phía bắc theo chiều kim đồng hồ): Biển Baltic, Thành phố Rostock và các huyện Nordvorpommern, Güstrow và Nordwestmecklenburg.

## Lịch sử
Năm 1952 các huyện Bad Doberan và Rostock-Land được lập. Hai huyện đã được hợp nhất năm 1994 để lập huyện như ranh giới ngày nay.
Năm 2011, huyện này sáp nhập với huyện Güstrow để thành lập huyện mới Rostock

## Địa lý
Huyện này có 62 km bờ biển dọc theo Biển Balt và nằm hai bên sông Warnow. Sông Warnow chảy vào huyện từ phía nam và rời huyện để chảy vào thành phố Rostock. Huyện bao quanh thành phố Rostock, nhưng thành phố này lại không thuộc huyện.

## Thị xã và đô thị
| Amt-free towns                                         | Amt-free municipalities            |
| ------------------------------------------------------ | ---------------------------------- |
| 1. Bad Doberan 2. Kröpelin 3. Kühlungsborn 4. Neubukow | 1. Graal-Müritz 2. Sanitz 3. Satow |

| Ämter | Ämter | Ämter |
| --- | --- | --- |
| - 1. Bad Doberan-Land [seat: Bad Doberan] 1. Admannshagen-Bargeshagen 2. Bartenshagen-Parkentin 3. Börgerende-Rethwisch 4. Hohenfelde 5. Nienhagen 6. Reddelich 7. Retschow 8. Steffenshagen 9. Wittenbeck - 2. Carbäk 1. Broderstorf1 2. Klein Kussewitz 3. Mandelshagen 4. Poppendorf 5. Roggentin 6. Steinfeld 7. Thulendorf | - 3. Neubukow-Salzhaff [seat: Neubukow] 1. Alt Bukow 2. Am Salzhaff 3. Bastorf 4. Biendorf 5. Carinerland 6. Kirch Mulsow 7. Rerik2 - 4. Rostocker Heide 1. Bentwisch 2. Blankenhagen 3. Gelbensande1 4. Mönchhagen 5. Rövershagen - 5. Schwaan 1. Benitz 2. Bröbberow 3. Kassow 4. Rukieten 5. Schwaan1, 2 6. Vorbeck 7. Wiendorf | - 6. Tessin 1. Cammin 2. Gnewitz 3. Grammow 4. Nustrow 5. Selpin 6. Stubbendorf 7. Tessin1, 2 8. Thelkow 9. Zarnewanz - 7. Warnow-Ost 1. Damm 2. Dummerstorf1 3. Kavelstorf 4. Kessin 5. Lieblingshof 6. Prisannewitz - 8. Warnow-West 1. Elmenhorst/Lichtenhagen 2. Kritzmow1 3. Lambrechtshagen 4. Papendorf 5. Pölchow 6. Stäbelow 7. Ziesendorf |
| 1thủ phủ của Amt; 2thị xã | | |